# Tia Carrere
Tia Carrere, nome artístico de Althea Rae Duhinio Janairo (Honolulu, 2 de janeiro de 1967), é uma atriz, modelo, dubladora e cantora americana.
Descendente de filipinos, chineses e espanhóis, com dezessete anos foi contratada por uma produtora local ao fazer compras em uma loja de Waikiki.
Atuou pela primeira vez num filme B, chamado Zombie Nightmare. Então foi para Los Angeles e, após alguns meses trabalhando como modelo, conseguiu um papel na soap opera General Hospital, onde atuou de 1985 a 1987. Tia também apareceu na série de tv MacGyver, como uma instrutora sexy de karatê.
Emergiu no spotlight público quando atuou como Cassandra, em Wayne's World (Quanto Mais Idiota Melhor) 1 e 2, onde executou todas suas canções nos dois filmes sem ser dublada.
Em novembro de 1992 casou-se com o produtor Elie Samaha. Em 1994, atuou como Juno Skinner no filme True Lies ao lado de Arnold Schwarzenegger. Em 1995 fez Immortals e, de 1999 a 2002, interpretou Sydney Fox na série Relic Hunter. Separou-se de Samaha em 2000 e, em 2002, dublou "Nani" nos filmes Lilo & Stitch.
Em 2003 posou para a edição de luxo da revista masculina Playboy.

## Filmografia
| Ano  | Filme | Papel        | Notas            |
| ---- | --- | ------------ | ---------------- |
| 1986 | Zombie Nightmare | Amy          |                  |
| 1988 | Noble House Aloha Summer                                                                                                 | Lani         |                  |
| 1989 | Fine Gold (Ouro Fino) The Road Raiders                                                                                   | Stella       |                  |
| 1990 | Fatal Mission Instant Karma                                                                                              | Mai Chang    |                  |
| 1991 | Harley Davidson and the Marlboro Man Showdown in Little Tokyo (Massacre no Bairro Japonês)                               | Minako Okeya |                  |
| 1992 | Little Sister Intimate Stranger Wayne's World (Quanto Mais Idiota Melhor)                                                | Kimiko       |                  |
| 1993 | Rising Sun Quick Wayne's World 2 (Quanto Mais Idiota Melhor 2)                                                           |              |                  |
| 1994 | Hostile Intentions Treacherous True Lies (A Verdade da Mentira)                                                          |              |                  |
| 1995 | My Teacher's Wife The Immortals The Daedalus Encounter Jury Duty                                                         |              |                  |
| 1996 | Hollow Point High School High                                                                                            |              |                  |
| 1997 | Top of the World Kull the Conqueror                                                                                      |              |                  |
| 1998 | 20 Dates (20 Encontros) Dogboys Scar City                                                                                |              |                  |
| 1999 | Merlin: The Return Meet Prince Charming (Meu Príncipe Encantado) Five Aces The Night of the Headless Horseman (dublagem) |              |                  |
| 2002 | Lilo & Stitch |              |                  |
| 2003 | Stitch! The Movie |              |                  |
| 2004 | Torn Apart |              |                  |
| 2005 | Back in the Day |              |                  |
| 2005 | Aloha, Scooby-Doo! |              |                  |
| 2005 | Lilo & Stitch 2: Stitch Has a Glitch                                                                                     | Nani         |                  |
| 2005 | Supernova - The Day the World Catches Fire                                                                               |              |                  |
| 2006 | Leroy & Stitch |              |                  |
| 2007 | Dark Honeymoon |              |                  |
| 2011 | You May Not Kiss The Bride                                                                                               | Lani         |                  |
| 2020 | AJ and the Queen | Lady Danger  | Elenco Principal |
| 2025 | Lilo & Stitch | Mrs. Kekoa   |                  |

### Participações especiais
- Cover Up
- Airwolf
- General Hospital
- The A-Team
- Tour of Duty
- MacGyver
- Anything But Love
- Friday the 13th: The Séries
- Quantum Leap Quantum Leap
- Married... with Children
- Tales from the Crypt (Contos da Cripta)
- Happily Ever After (dublagem)
- Murder One
- Veronica's Closet
- Hercules: The Animated Séries (dublagem)
- Relic Hunter (Caçadora de Relíquias)
- Duck Dodgers (dublagem)
- Lilo & Stitch: The Séries (dublagem)
- Megas XLR (dublagem)
- Johnny Bravo (dublagem)
- American Dragon: Jake Long (dublagem)
- Dancing with the Stars - 2 temporada (dublagem)
- The OC
- Curb Your Enthusiasm
- Nip/Tuck
- Back To You